# Розариу-Уэсти (микрорегион)

Розариу-Уэсти на карте.

Розариу-Уэсти (порт. Microrregião de Rosário Oeste) — микрорегион в Бразилии. Входит в штат Мату-Гросу. Составная часть мезорегиона Юго-центральная часть штата Мату-Гроссу. Население составляет 30 891 человек (на 2010 год). Площадь — 9381,108 км². Плотность населения — 3,29 чел./км².

## Демография
Согласно сведениям, собранным в ходе переписи 2010 г. Национальным институтом географии и статистики (IBGE), население микрорегиона составляет:						
| Полное население                             | Полное население                             | Полное население                             | Полное население                             | 30 891 |
| -------------------------------------------- | -------------------------------------------- | -------------------------------------------- | -------------------------------------------- | ------ |
| в том числе:                                 | Городское население                          | 16 527                                       | Процент городского населения, %              | 53,50  |
|                                              | Сельское население                           | 14 364                                       | Процент сельского населения, %               | 46,50  |
|                                              | Мужское население                            | 16 278                                       | Процент мужского населения, %                | 52,69  |
|                                              | Женское население                            | 14 613                                       | Процент женского населения, %                | 47,31  |
| Плотность населения, чел/км²                 | Плотность населения, чел/км²                 | Плотность населения, чел/км²                 | Плотность населения, чел/км²                 | 3,29   |
| Население микрорегиона в % к населению штата | Население микрорегиона в % к населению штата | Население микрорегиона в % к населению штата | Население микрорегиона в % к населению штата | 1,02   |

## Статистика
- Валовой внутренний продукт на 2003 год составляет 118 374 220,00 реалов (данные: Бразильский институт географии и статистики).
- Валовой внутренний продукт на душу населения на 2003 год составляет 3684,15 реала (данные: Бразильский институт географии и статистики).
- Индекс развития человеческого потенциала на 2000 год составляет 0,702 (данные: Программа развития ООН).

## Состав микрорегиона
В составе микрорегиона включены следующие муниципалитеты:
1. Акоризал
2. Жангада
3. Розариу-Уэсти